# النساجون الشرقيون
النساجون الشرقيون شركة مصرية أسست عام 1981 على يد محمد فريد خميس، متخصصة في إنتاج وبيع وتصدير السجاد الميكانيكي والألياف والخامات المتعلقة بها.

## نبذة عن الشركة
يوجد بمجموعة النساجون الشرقيون ستة تقسيمات: السجاد والأكلمة، الأنسجة الصناعية والغزل، العمليات العالمية، التجارة الدولية، العقارات والصناعات الزراعية، وشركات البتروكيماويات، كل هذا بجانب استثماراتها في عدد من الشركات الأخرى. مع 17 شركة العاملين حاليا والأربع شركات الإضافية تحت الإنشاء. يقع مقر المجموعة في مدينة العاشر من رمضان وهي تضم حوالي 800 وحدة صناعية.
تمتلك المجموعة مصنعين خارج مصر أحدهما في الصين والآخر في الولايات المتحدة الأمريكية والشركات الأساسية بها:
- النساجون الشرقيون للسجاد
- مصر أمريكا للسجاد والموكيت (ماك)
- المصرية للألياف (افكو)
- ألياف النساجون الشرقيون
- الشرقيون للتنمية العمرانية
- الشرقيون للتنمية السياحية
- الشرقيون للتنمية الزراعية
- الشرقيون للتجارة
- الشرقيون للبتروكيماويات
- النساجون الشرقيون للمنسوجات
- الشرقيون للمشروعات الصناعية وهي مدينة صناعية ذكية ومستقبلية، مصممة بأعلى المواصفات لتعزيز التنمية الاقتصادية والاجتماعية للدولة تمتد المدينة على مساحة 10 مليون متر مربع، وتضم أكثر من 1000 وحدة صناعية بمساحات تبدأ من 2000 متر مربع مع إمكانية توفير المساحة المطلوبة لكل مستثمر كما تضم المدينة مجمعًا للصناعات الصغيرة لتلبية احتياجات المشاريع الصغيرة ومنطقة الخدمات اللوجستية.
- النساجون الشرقيون إنترناشيونال وهي منطقة حرة خاصة بمدينة العاشر من رمضان يخصص معظم إنتاجها للتصدير خارج مصر، وهي عبارة عن مجمع ضخم لإنتاج السجاد الميكانيكي وخيوط البولي بروبلين والبولي إستر والماسترباتش. بالإضافة إلى مصانع غزل وتلوين الصوف والألياف الطبيعية الأخرى.

في ديسمبر 2022 أعلنت الشركة عن بيع حصة فريدة محمد خميس وياسمين محمد خميس لصالح صندوق FYK Limited مقابل 1.4 مليار جنيه. كما أكد البيان الرسمى للشركة أن بهذا التغيير الهيكلي ما زالت السيدتان فريدة و ياسمين محتفظتين بحصتهما بطريقة غير مباشرة.

## وصلات خارجية
- الموقع الرسمي